# Cylindromyia robusta
Cylindromyia robusta är en tvåvingeart som först beskrevs av Friedrich Hermann Loew 1847.  Cylindromyia robusta ingår i släktet Cylindromyia och familjen parasitflugor.
Artens utbredningsområde är Iran. Inga underarter finns listade i Catalogue of Life.